# Natalia Ginzburg

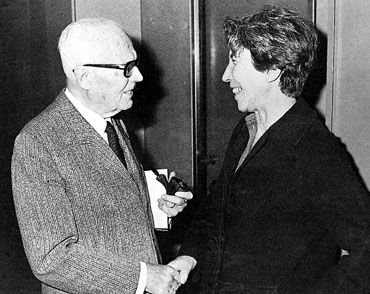
Natalia Ginzburg met de Italiaanse president Alessandro Pertini, rond 1980

Natalia Ginzburg, geboren Natalia Levi (Palermo, 14 juli 1916 – Rome, 7 oktober 1991), was een vooraanstaand Italiaans schrijfster.

## Leven en werk
Ginzburg werd geboren als dochter van een beroemde joodse arts en professor, Giuseppe Levi. Haar drie broers belandden wegens antifascistische agitatie in de gevangenis en gedurende het bewind van Mussolini leefde de familie als uitgestotenen in Turijn. In 1938 huwde ze Leone Ginzburg, een docent Russische literatuur, later ook zelf een bekend schrijver en journalist.
Ginzburg zocht al vroeg haar toevlucht in het schrijven en reeds in 1933 publiceerde ze haar eerste novelle I bambini in het tijdschrift Solaria. In haar vroege werken toonde ze zich vooral een onrustig schrijfster. Met een quasi-gevoelloze, soms zelfs ontmoedigende stijl en in een tragische vormgeving behandelde ze actuele problemen, die zich steeds bewogen rondom de thema's angst en pijn. Haar benadering was duidelijk pessimistisch.
In latere werken, zoals Tutti i nostri ieri (1952, Al onze gisterens), de essaybundel Le piccole virtù (1962, De kleine deugden) en de roman Lessico famigliare (1963, Herinneringen - familielexicon) richtte ze zich sterk op het geheugen als instrument: op retrospectieve trachtte ze een volledige generatie uit te beelden, een beetje in de geest van Marcel Proust (wiens À la recherche du temps perdu ze in het Italiaans vertaalde). Voor Lessico famigliare ontving ze de Premio Strega, de belangrijkste Italiaanse literatuurprijs.
In de laatste fase van haar schrijverschap gaf Ginzburg steeds meer aandacht aan autobiografische elementen en exploreerde ze verder met het motief van de “familiale mikrokosmos”. Bekende voorbeelden zijn de roman Caro Michele (1973, Lieve Michele) en de novelle Famiglia (1977, Familie). Ginzburg schreef ook enkele veelgeprezen toneelwerken. Daarnaast was ze in 1964 te zien in de film Het evangelie volgens Matteüs van Pier Paolo Pasolini als Maria van Bethanië.
In 1983 en 1987 werd Ginzburg voor de Italiaanse Communistische Partij in het parlement gekozen. Ze stierf in 1991 te Rome en werd begraven op de Begraafplaats van Verano.